# Bór bartny

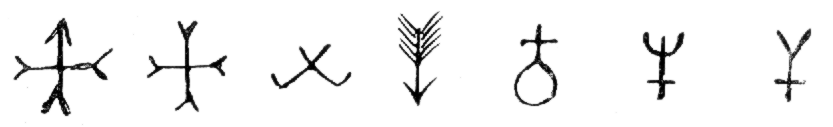
Znamiona bartne

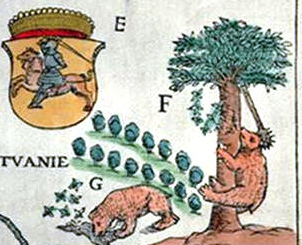
Drzewo bartne na mapie Wielkiego Księstwa Litewskiego (Carta Marina, XVI w.)

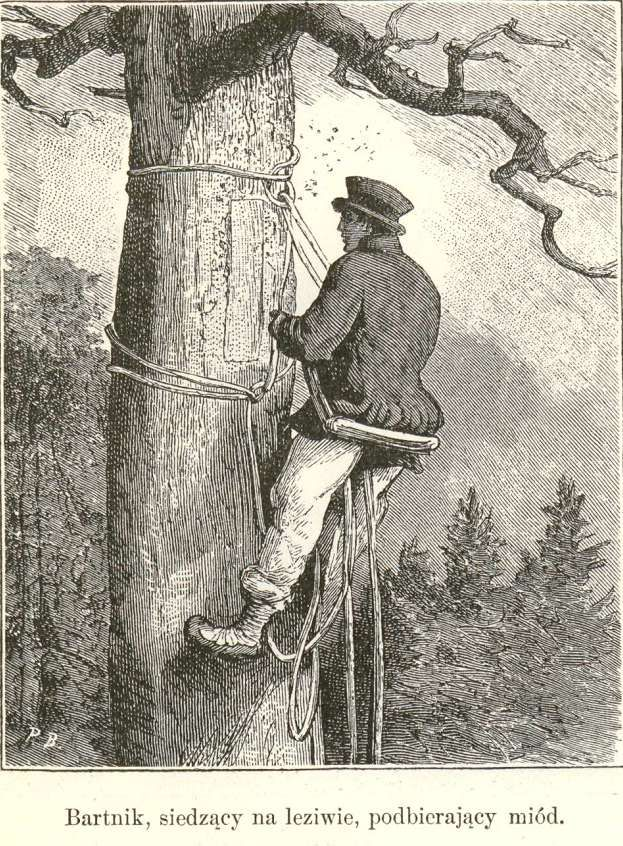
Pobieranie miodu z drzewa bartnego

Bór bartny (łac. mellificium, apisterium) – jednostka organizacyjna dawnego bartnictwa, obejmująca zwykle kilkadziesiąt drzew z barciami.
Podstawą organizacyjną gospodarki bartniczej w przedrozbiorowej Polsce, a także podstawą do określania zobowiązań bartnika, był tzw. bór. Na bór składało zwykle około 60 drzew z barciami zasiedlonymi pszczołami. W praktyce zdarzały się też większe bory, liczące nawet 120 barci, ale również niewielkie, złożone tylko z 6 barci.
Bór mógł być dzielony na mniejsze podjednostki składające się np. z 30 barci (półborek) czy 15 barci (ćwierćborek). Zdarzały się też transakcje, w których przekazywano tylko kilka drzew, a nawet pojedyncze drzewa. Kilka borów mogło tworzyć uroczysko, zaś te z kolei składały się na puszcze, tworząc trójstopniową strukturę bartnictwa w dobrach królewskich.
Do boru bartnego nie zaliczał się cały obszar leśny, a jedynie same drzewa bartne. Bartnik nie stawał się więc właścicielem całego lasu – otrzymywał jedynie prawo do użytkowania lasu w określonych granicach, zaś jego własnością były tylko wyrobione barcie. Z borem powiązane mogły być też łąki nadrzeczne (tzw. bartne lub borowe), polany śródleśne oraz budy (domki lub szałasy, w których zamieszkiwali bartnicy podczas prac).
Jeden bartnik mógł posiadać kilka borów, ale też gospodarować jedynie na fragmencie boru. Bartnicy posiadający bór mogli należeć do bractw bartnych. Na drzewach bartnych danego boru umieszczano znaki własnościowe określane jako znamiona bartne.
W dokumentach polskojęzycznych bór nazywano też terminem obelstwo. W tekstach łacińskich występował termin mellificium lub rzadziej apisterium.